# Nacional Esporte Clube (Macapá)
O Nacional Esporte Clube, ou simplismente Nacional, é um clube de futebol amador sediado em Macapá.

## História
A equipe foi fundada em 1962, e disputou as edições da Segunda Divisão do Campeonato Amapaense na época onde o futebol local ainda era amador. Em 1988, foi vice campeão da Segunda Divisão, ano onde o Santos se sagrou campeão. Em 2012, foi campeão do Campeonato Amapaense Amador, vencendo o São Joaquim na final pelo placar de 2-0. Atualmente disputa a Copa Amapá de Futebol Amador.

## Títulos
Campeonato Amapaense Amador: 1 (2012)